# Шупенёва, Анастасия Артёмовна
Анастасия Артёмовна Шупенёва (бел. Анастасія Арцёмаўна Шупянёва; род. 28 января 1999, Брест, Беларусь) — белорусская волейболистка, диагональная нападающая.

## Биография
Волейболом начала заниматься в 16-летнем возрасте в брестском областном ЦОР «Виктория» у тренера И.А.Лопато. В 2015—2016 выступала за местный ВК «Прибужье». В 2016—2017 играла в Польше за фарм-команду «Будовляни» из Лодзя. С 2017 года выступала за белорусские «Прибужье», могилёвский «Коммунальник» и «Минчанку». В составе «Минчанки» в 2021 стала обладателем Кубка, а в 2022 — чемпионкой Беларуси.
В 2022 заключила контракт с российским ВК «Заречье-Одинцово», а в 2023 — с ВК «Уралочка». С 2024 года играла в Турции, Беларуси и Румынии, В 2025 перешла во владивостокское «Динамо».

## Игровая карьера
- 2015—2016 —  «Прибужье» (Брест);
- 2016—2017 —  «Будовляни»-2 (Лодзь);
- 2017—2018 —  «Прибужье» (Брест);
- 2018—2021 —  «Коммунальник» (Могилёв);
- 2021—2022 —  «Минчанка» (Минск);
- 2022—2023 —  «Заречье-Одинцово» (Московская область);
- 2023 —  «Уралочка-НТМК» (Свердловская область);
- 2024 —  «Каршияка» (Измир);
- 2024—2025 —  «Констанца» (Констанца);
- с 2025 —  «Динамо» (Владивосток).

## Достижения
- чемпионка Беларуси 2022;
  - серебряный призёр чемпионата Беларуси 2018.
- победитель розыгрыша Кубка Беларуси 2021;
  - серебряный призёр Кубка Беларуси 2018.